# Abuda (Fußballspieler, 1986)
Abuda, eigentlich Adaílson Pereira Coelho (* 28. März 1986 in São Luís) ist ein brasilianischer Fußballspieler auf der Position des Stürmers.

## Karriere
Abuda begann seine Karriere in der Jugendmannschaft des brasilianischen Spitzenklubs Corinthians São Paulo. Er spielte ab August 2005 beim VfL Wolfsburg, wo er die Nummer 16 trug, konnte sich dort allerdings nie durchsetzen.
Der VfL wollte den Vertrag mit Abuda auflösen, der Stürmer willigte jedoch nicht ein. Abuda absolvierte im Sommer 2006 ein Probetraining beim niederländischen Club Roda JC Kerkrade, dort erkannte Trainer Huub Stevens, dass Abuda ein Außenstürmer ist und er nicht in das Konzept passt. Ende August 2006 wurde der Brasilianer an den belgischen Klub Germinal Beerschot ausgeliehen. Dort trägt er die Nummer 18 und kam bisher nur sporadisch zum Einsatz.
Nach Wolfsburg kehrte Abuda nicht zurück, sein Vertrag wurde aufgelöst. Im Juli 2007 wechselte der Spieler zu CR Vasco da Gama, ab Mai 2008 stand er bei Avaí FC unter Vertrag. Im Wesentlichen tingelt er seitdem durch unterklassige Klubs seiner Heimat. Er hatte zwar auch Stationen in Frankreich, den VAE und Japan, diese waren aber immer nur kurzfristiger Natur.

## Familie
Abuda hat vier Geschwister, drei Brüder und eine Schwester. Alle leben im brasilianischen Bundesstaat Maranhão.

## Erfolge
- 2003: U-17 Weltmeister mit Brasilien in Finnland, er schoss bei der Weltmeisterschaft 4 Tore